# Challengers (videogioco)
Challengers è una raccolta di videogiochi pubblicata nel 1990-1991 per i computer Amiga, Amstrad CPC, Atari ST, Commodore 64, MS-DOS e ZX Spectrum dalla Ubisoft. Contiene di solito cinque videogiochi (a volte 4 o 6 a seconda dell'edizione), già pubblicati negli ultimi anni precedenti da diversi editori. Buona parte dei giochi sono sportivi, ma non ci sono collegamenti tra di loro.

## Videogiochi
La maggior parte delle versioni contiene:
- Fighter Bomber (simulatore di volo), l'unico gioco non sportivo[1]
- Kick Off (calcio), non presente nell'edizione MS-DOS
- Pro Tennis Tour (tennis)
- Stunt Car Racer (simulatore di guida)
- Super Ski (sci)

L'edizione ZX Spectrum contiene sei giochi, di cui solo due sportivi:
- Carrier Command (simulatore di portaerei)
- Fighter Bomber (simulatore di volo)
- Kick Off (calcio)
- P-47 (sparatutto)
- Pro Tennis Tour (tennis)
- Rick Dangerous (piattaforme)

L'edizione spagnola contiene:
- Kick Off (calcio), sostituito da P-47 (sparatutto) nell'edizione MS-DOS
- Pro Tennis Tour (tennis)
- Rick Dangerous (piattaforme)
- Stunt Car Racer (simulatore di guida)

## Accoglienza
Di solito Challengers fu ben accolta dalla critica europea, almeno nelle versioni più recensite (Amiga, Atari ST, C64, Spectrum) poiché offriva diversi successi a un prezzo conveniente. Valutazioni molto buone vennero date dalle riviste Amiga Joker (voto "super"), Zero (91% Amiga), ST Format (92%), Super Commodore ("non fateveli scappare").
Altre riviste furono più moderate, spesso ritenendo veramente buoni pochi dei giochi. Stunt Car Racer fu ritenuto diverse volte il pezzo forte della raccolta. Zzap! (82% Commodore 64) apprezzava molto appunto Stunt Car Racer, e giudicava piuttosto bene anche Fighter Bomber, mentre dava nette insufficienze a Kick Off e Super Ski. La corrispettiva inglese Zzap!64 valutava positivamente la versione Amiga, mentre non consigliava quella Commodore 64, dato che, a parte l'ottimo Stunt Car Racer, in questa versione non era entusiasta nemmeno di Fighter Bomber e giudicava molto male Kick Off.